# Balsa Grande Y Balsa Pequeña
Balsa Grande Y Balsa Pequeña este o arie protejată (arie specială de conservare — SAC, sit de importanță comunitară — SCI) din Spania întinsă pe o suprafață de 16,18 ha, integral pe uscat.

## Localizare
Centrul sitului Balsa Grande Y Balsa Pequeña este situat la coordonatele 41°01′03″N 1°32′33″W / 41.0175°N 1.54254°V.

## Înființare
Situl Balsa Grande Y Balsa Pequeña a fost declarat sit de importanță comunitară în iulie 2000 pentru a proteja 1 specie de plante. Situl a fost protejat și ca arie specială de conservare în februarie 2021.

## Biodiversitate
Situată în ecoregiunea mediteraneană, aria protejată conține 3 habitate naturale: Stepe sărăturate mediteraneene (Limonietalia), Salicornia și alte specii anuale care populează regiunile mlăștinoase și nisipoase, Pășuni mediteraneene udate de apa mării (Juncetalia maritimi).
La baza desemnării sitului se află o specie protejată de  plante: Puccinellia pungens.
Pe lângă speciile protejate, pe teritoriul sitului au mai fost identificate 5 specii de plante, 3 specii de amfibieni, 1 specie de mamifere.